# Моноцеротиди
Моноцеротиди су слаб метеорски рој, откривен фотографским посматрањима 1954. године. Радијант Моноцеротида је близу радијанта Геминида и σ-Хидрида, па је потребна велика пажња при посматрању како би се тачно одредила припадност метеора овим ројевима. Отежавајућа околност је и слична брзина Моноцеротида и Геминида. Већина података о Моноцеротидима је добијена током посматрања Геминида, због чега првих десетак дана активности Моноцеротида готово да уопште није покреивено посматрачким резултатима. Активност Моноцеротида износи 1-2 метеора на сат, и нема израженог максимума.